# Young (Australia)
Young – miasto w Australii, w stanie Nowa Południowa Walia.